# Маленький школьный оркестр
«Маленький школьный оркестр» — советский лирический музыкальный фильм режиссёров Александра Муратова и Николая Рашеева, снятый в 1968 году на Киевской киностудии имени Александра Довженко.
Фильм был снят для ТВ, однако, как отмечает киновед Александр Фёдоров, по центральному телевидению в СССР так и не был показан. В итоге «Маленький школьный оркестр» пролежал на полке рекордные 42 года: только благодаря настойчивым поискам киноведа Евгения Марголита, отыскавшего запрещенную ленту в телевизионных архивах, картина была впервые показана российским зрителям в 2010 году.

## Сюжет
Действие происходит в Киеве. Кинокартина повествует о маленьком дружном  коллективе старшеклассников, объединённом любовью к музыке.
Язык картины – джазовая музыка, метафоры и символы.
Фильм-настроение, передающий атмосферу 1960-х гг.

## Создатели картины
- Режиссёры и сценаристы- Александр Муратов и Николай Рашеев
- Ассистент режиссёра — Алла Сурикова
- Директор фильма — Алексей Ярмольский
- Оператор — постановщик — Олег Мартынов
- Художник — постановщик — Галина Шабанова
- Композитор — Микаэл Таривердиев
- Руководитель джаз-квинтета — Игорь Кондаков (в 1960-е годы был одним из ведущих джазовых музыкантов СССР)[2]
- Звукорежиссёр — Константин Коган
- Редактор — Валентина Силина

## В ролях
- Галина Шабанова — Ольга
- Светлана Смехнова — контрабасистка
- Виктор Тоцкий — Виктор Хубов, саксофонист
- Сергей Власов — пианист
- Владимир Ходзицкий — гитарист
- Владимир Чинаев — барабанщик
- Вячеслав Воронин — эпизод
- Михаил Крамар — эпизод

## Восприятие
«Маленький школьный оркестр» дышал воздухом свободы, импровизационной джазовой легкости, акварельности сюжетного и визуального ряда.
Главные герои молоды – им от 16 до 30 лет, они красивы, обаятельны, музыкальны, интеллигентны. В кинокартине нет ни идеологической трескотни, ни комсомольских собраний, ни назидательных речей учителей.
Авторы задумывали и создавали свой фильм на излете эпохи так называемой «оттепели», когда многим всё ещё казалось, что возможен улучшенный вариант «социализма с человеческим лицом».

«Маленький школьный оркестр» точно отразил «музыкальные тенденции» конца 1960-х: персонажи фильма живут музыкой, их жизнь словно растворена в джазовых ритмах замечательной музыки Микаэла Таривердиева. Разговоры, хоть как-то имеющие отношение к социальному контексту, сведены к минимуму. Главное в фильме – музыка и любовь, импровизация и свобода».Александр Фёдоров